# Свети Петар (Мали Буковец)
Свети Петар (до 1991. године Свети Петар Лудбрешки) је насељено место у саставу општине Мали Буковец у Вараждинској жупанији, Хрватска. До територијалне реорганизације у Хрватској налазио се у саставу старе општине Лудбрег.

## Становништво
На попису становништва 2011. године, Свети Петар је имао 710 становника.

## Попис1991.
На попису становништва 1991. године, насељено место Свети Петар Лудбрешки је имало 816 становника, следећег националног састава:
| Попис 1991.‍  | Попис 1991.‍  | Попис 1991.‍ | Попис 1991.‍ | Попис 1991.‍ |
| ------------ | ------------ | ----------- | ----------- | ----------- |
|              |              |             |             |             |
| Хрвати       | Хрвати       |             | 812         | 99,50%      |
| Словенци     | Словенци     |             | 2           | 0,24%       |
| неопредељени | неопредељени |             | 1           | 0,12%       |
| непознато    | непознато    |             | 1           | 0,12%       |
| укупно: 816  |              |             |             |             |